# Kaiserpokal 1921
Der Kaiserpokal 1921 war die erste Ausgabe des Kaiserpokals, des höchsten japanischen Fußballpokalwettbewerbs. Sieger des Wettbewerbs waren die Tokyo Shukyu-Dan.

## Ergebnisse

### Halbfinale
|                       | Ergebnis |                  |
| --------------------- | -------- | ---------------- |
| Nagoya Shukyudan      | 0:4      | Mikage Shukyudan |
| Yamaguchi High School | -        | Tokyo Shukyu-Dan |

### Finale
|                  | Ergebnis |                  |
| ---------------- | -------- | ---------------- |
| Mikage Shukyudan | 0:1      | Tokyo Shukyu-Dan |